# Liste des préfets de la Haute-Marne
Liste des préfets du département de la Haute-Marne depuis la création de la fonction. Le siège de la préfecture est à Chaumont.

## Liste des préfets

### Consulat
- René Charles Comte de Ligniville, 11 ventôse an VIII (2 mars 1800)
- Général de division en retraite Bernardin, germinal an X (mars 1802)
- Gabriel-Joseph de Jerphanion, préfet de la Lozère, 23 germinal an X (13 avril 1802)

### Empire et1reRestauration
- Gabriel-Joseph de Jerphanion, préfet de la Lozère (non acceptant), confirmé le 6 avril 1815

### Cent-jours
- Gabriel-Joseph de Jerphanion, préfet de la Lozère
- François-Marie de Fargues, pous-préfet de Melun, 1er mai 1815

### 2eRestauration
- Achille-Etienne Gigeault de la Salle, référendaire à la Cour des comptes, 14 juillet 1815
- Louis Courbon de Saint Genest, préfet de la Corse, 14 mars 1818

### Monarchie de Juillet
- François-Marie de Fargues (déjà nommé en 1815), 6 août 1830
- Charles Rivet, sous-préfet de Rambouillet, 7 mars 1831
- Achille-François Bégé, préfet des Pyrénées-Orientales, 17 mars 1833
- Eugène d'Ambert de la Tourette, préfet de l'Hérault, 8 avril 1833
- Auguste Romieu, préfet de la Dordogne, 9 juillet 1843
- Pierre-Paul Edouard Martin de Mentque, sous-préfet de Boulogne, 4 janvier 1847
- Adrien Sébastien Bourgeois, baron de Jessaint, préfet d'Eure-et-Loir, 1er décembre 1847

### IIeRépublique
- François Mongin de Montrol, commissaire du gouvernement provisoire, 10 mars 1848
- François-Benjamin Pance, avocat publiciste, 2 juin 1848
- Olivier-Emile Ollivier, préfet des Bouches-du-Rhône, 11 juillet 1848
- Renaud-Olive Tonnet, préfet de la Somme, 10 janvier 1849
- Joseph Salarnier, préfet du Cantal, 28 juin 1849
- Emmanuel Jean Joseph Combe-Sieyès, ancien sous-préfet, 20 novembre 1849
- Eugène-Auguste de Caffarelli, préfet d'Ille-et-Vilaine, 7 mars 1851
- Léonard Rochon de Lapeyrouse, préfet de l'Ain, 12 mars 1851
- Anatole-Henri Philippe de Ségur, auditeur au Conseil d'État, 3 avril 1851
- Roland Rodolphe Gaston Paulze d'Ivoy de la Poype, préfet de l'Orne, 12 décembre 1851
- François-Odon de Froidefond de Boulazac, sous-préfet de Carpentras, 1er février 1852

### Second Empire
- François-Odon de Froidefond de Boulazac
- Honoré Hyppolite Girard de Villesaison, préfet de la Creuse, 1er février 1856
- Emile Jacques Emmanuel Rostan d'Ancezune, préfet de la Haute-Loire, 22 janvier 1862
- Jean Henri Charles Gimet, préfet des Basses-Alpes, 25 juin 1864
- Charles Léon Grachet, sous-préfet de Saint-Quentin, 10 mars 1866
- Antoine Nicolas Gustave Tezenas, préfet de la Lozère, 4 août 1869

### IIIeRépublique
- François-Auguste Spuller, commissaire du Gouvernement, 5 septembre 1870
- Nicolas Edouard Vernizy, préfet provisoire, 15 mars 1871
- Joseph Prosper André, ancien membre de l'Assemblée nationale, 1er avril 1871
- Pierre Napoléon, « baron » Dupont-Delporte, ancien membre de l'Assemblée législative, 7 avril 1871
- Louis-René-Antoine Grangier de La Marinière, ancien membre de l'Assemblée constituante, 17 novembre 1871
- Paul Dhormoys, ancien préfet, 1er juillet 1873
- Jean Baptiste Gustave Degron, ancien secrétaire général, 21 décembre 1873
- Alfred François Amédée Comte de Masin, préfet du Tarn, 16 décembre 1874
- Michel Edouard de Cazes, 13 avril 1876
- Émile Carron, ancien membre de l'Assemblée nationale, 3 juillet 1877
- Antoine Lagarde, ancien sous-préfet, 18 décembre 1877
- Jules Léon Pointu Nores, sous-préfet de Lunéville, 27 mars 1879
- Jules Louis Dufresne, préfet de la Lozère, 6 novembre 1881
- Charles André Favalelli, préfet du Var, 4 avril 1883
- Paul Laugier-Mathieu, préfet du Var, 25 avril 1885
- Jean André Albert Delpech, sous-préfet de Langres, 6 mars 1886
- Jean Auguste Gaston Joliet, préfet de l'Ain, 22 septembre 1890
- Paul Joseph Boudier, préfet de l'Yonne, 22 avril 1893
- François-Eugène Bougouin, préfet de l'Aude, 23 mai 1896
- Oscar Leménicier, sous-préfet de Cherbourg, 12 octobre 1901
- Louis Alfred Jossier, sous-préfet de Reims, 30 juillet 1906
- Maurice Henri Vital Anjubault, administrateur du territoire de Belfort (non installé), 15 janvier 1920
- Henry Bazin, préfet du Var, 15 janvier 1920
- Maurice Auguste Alfred Georges de Veulle, préfet de la Haute-Saône, 15 novembre 1923
- Raoul Catusse, secrétaire général du Pas-de-Calais, 13 décembre 1927
- Émile Bollaert, préfet de la Lozère (non installé), 19 février 1929
- Pierre Ancel, sous-préfet de Rambouillet, 6 janvier 1931
- Paul Haag, 1er avril 1935
- Fernand Bidaux, 1er août 1938

### État français
- Philibert Taillandier, 2 novembre 1940
- Guy Marc Gilbert Perier de Feral
- Baron de Schwartz, (non installé), 15 avril 1941
- Jacques-Félix Bussière, 21 juin 1941
- Robert Cousin, 6 décembre 1941
- Robert Courarie-Delage, 16 août 1943

### IVeRépublique
- Louis Regnier, 19 septembre 1944
- Edgard Pisani, 1er décembre 1947
- Roger Severie, 10 février 1954
- Marcel Diebolt, 1er mars 1956

### VeRépublique
| Période           | Période          | Identité              | Fonction précédente                                                                                               | Observation                                                                              |
| ----------------- | ---------------- | --------------------- | --- | ---------------------------------------------------------------------------------------- |
|                   |                  |                       | |                                                                                          |
| 24 juin 1958      | 21 juillet 1961  | Jacques Millot        | Directeur de cabinet du Ministre de l'Intérieur Jean Gilbert-Jules                                                | Directeur du personnel et du matériel de la police                                       |
| 21 juillet 1961   | 28 décembre 1966 | Raoul Moreau          | Secrétaire général de la préfecture de Haute-Garonne                                                              | Nommé préfet de l'Yonne                                                                  |
| 28 décembre 1966  | 31 décembre 1971 | René Dijoud           | Préfet de la Lozère                                                                                               | Nommé préfet de l'Aisne                                                                  |
| 31 décembre 1971  | 22 juillet 1974  | Jean Monfraix         | Préfet de la Guyane                                                                                               | Nommé préfet des Pyrénées-Atlantiques                                                    |
| 22 juillet 1974   | 22 mai 1978      | Jean Busnel           | Adjoint au directeur général des affaires politiques et de l'administration du territoire                         | Nommé préfet de l'Allier                                                                 |
| 22 mai 1978       | 16 juillet 1981  | Michel Levallois      | | Nommé préfet de la Réunion                                                               |
| 16 juillet 1981   | 19 janvier 1982  | Jean-Louis Chaussende | |                                                                                          |
| 19 janvier 1982   | 22 juin 1983     | Bernard Landouzy      | Conseiller technique au secrétariat général de la Présidence de la République                                     | Nommé préfet des Pyrénées-Atlantiques                                                    |
| 7 juillet 1983    | 6 août 1985      | Albert Crépeau        | | Nommé préfet hors cadre                                                                  |
| 6 août 1985       | 19 juin 1986     | Jean-Claude Roure     | |                                                                                          |
| 19 juin 1986      |                  | Philippe de Mazières  | | Délégué regional a la formation professionnelle de la region ile-de-france               |
| 21 septembre 1988 |                  | Pierre Steinmetz      | Mission chargée « d'apprécier la situation et de rétablir le dialogue » en Nouvelle-Calédonie                     | Directeur de cabinet du ministre de la Coopération et du Développement Jacques Pelletier |
| 4 décembre 1989   | 6 mai 1993       | Georges Laferrière    | | Nommé préfet de l'Orne                                                                   |
| 6 mai 1993        | 24 mars 1994     | Jean-Pierre Richer    | | Nommé préfet du Var                                                                      |
| 24 mars 1994      | 27 novembre 1996 | Kamel Khrissate       | Préfet hors cadre                                                                                                 | Nommé préfet de l'Ardèche                                                                |
| 27 novembre 1996  | 6 mai 1999       | Élisabeth Allaire     | | Nommée préfète de la Sarthe                                                              |
| 6 mai 1999        | 6 août 2002      | Jean-Paul Geoffroy    | Administrateur territorial hors classe                                                                            | Nommé préfet hors cadre                                                                  |
| 6 août 2002       | 16 décembre 2004 | Alain Waquet          | Administrateur supérieur des îles Wallis-et-Futuna                                                                | Nommé préfet hors cadre                                                                  |
| 16 décembre 2004  | 1er février 2007 | Claude Valleix        | Préfet de la collectivité territoriale de Saint-Pierre-et-Miquelon                                                | Nommé préfet de l'Ardèche                                                                |
| 1er février 2007  | 3 juillet 2009   | Yves Guillot          | Préfet de l'Ariège                                                                                                | Nommé préfet hors cadre                                                                  |
| 3 juillet 2009    | 2 mars 2011      | Laurent Prévost       | Administrateur civil                                                                                              | Nommé préfet de la Martinique                                                            |
| 31 mars 2011      | 7 juin 2012      | Claude Morel          | Préfet délégué pour l'égalité des chances auprès du préfet de la Seine-Saint-Denis                                | Nommé préfet des Landes                                                                  |
| 7 juin 2012       | février 2016     | Jean-Paul Celet       | Secrétaire général de la préfecture des Bouches-du-Rhône                                                          | Directeur du Conseil national des activités privées de sécurité                          |
| 10 février 2016   | 24 octobre 2018  | Françoise Souliman    | Préfète déléguée pour la défense et la sécurité auprès du préfet de la région Bretagne, préfet d'Ille-et-Vilaine  | Nommée préfète de l'Ardèche                                                              |
| 30 octobre 2018   | 3 septembre 2020 | Élodie Degiovanni     | Préfète déléguée pour l'égalité des chances auprès du préfet du Val-d'Oise                                        |                                                                                          |
| 3 septembre 2020  | 15 février 2022  | Joseph Zimet          | Préfet chargé d'une mission de service public relevant du Gouvernement, directeur de la communication de l'Élysée |                                                                                          |
| 15 février 2022   | 20 août 2023     | Anne Cornet           | | Affectée auprès du secrétaire général du ministère de l'intérieur et des outre-mer.      |
| 21 août 2023      | -                | Régine Pam            | Secrétaire générale de la préfecture de la Réunion                                                                | -                                                                                        |

## Source
- Préfecture de la Haute-Marne